# Liu He
Liu He (xinès: 刘鹤) (1952) economista i polític xinès, des del 19è Congrès Nacional del Partit Comunista de la Xina es membre del Comitè Central del Politburó. des del 19 de març de 2018 un dels viceprimers ministres i responsable de la Comissió de Desenvolupament d'Estabilitat Financera.

## Biografia
Liu He va néixer a Beijing (Xina) el 25 de gener de 1952, en una família originaria de Changli a la província de Hebei. Va assistir a l'escola número 101 de Pequín, on es va fer amic de Xi Jinping, futur President de la República, que anava a l'escola numero 25 del mateix districte. Com a conseqüència de la Revolució Cultural va ser enviat (1969-70) a una comuna agrícola de la província de Jilin. Posteriorment es va incorporar a l'exèrcit (1970-73) i després de la desmobilització militar va iniciar la seva activitat laboral, primer com a treballador manual i després com a oficial en una fàbrica de Pequín (1974-78).
L'any 1976 es va unir al Partit Comunista de la Xina.
Va obtenir una llicenciatura en Economia (1978-82) i un Master en Gestió (1983-86) a la Universitat Renmin de Pequín i va ampliar la seva formació a els Estats Units, a la Universitat Seton Hall de Nova Jersey (1992-1993) i al "John F. Kennedy School of Governement" de la Universitat Harvard (1994-95).
Ha publicat més de 200 articles sobre temes relacionats amb la macro-economia, la nova teoria economica, l'estructura industrial i la indústria de la informació, i també sobre temes específics de l'economia xinesa.
Ha fet de professor d'economia a la Universitat de Renmin, a la Universitat Tsinghua i a la d'Aeronàutica i Astronàutica de Pequín.
El gener de 2018 va participar com a màxim representant del govern xinès al Fòrum econòmic mundial de Davos.
Després d'una etapa de guerra comercial el gener de 2020 va signar amb el President Donald Trump un nou acord comercial entre Estats Units i la Xina, pacte que inclou el compromís de Pequín d'augmentar les compres de bens i serveis nord-americans més del que va fer el 2017, durant dos anys i a canvi, els Estats Units redueixen els aranzels a algunes importacions xineses i cancel·laran els drets que s'havien de fer efectius a finals de 2019.

## Càrrecs ocupats
1991-1993: Cap de la Secció d'Estructura Industrial del Departament de Planificació i Política Industrial a llarg termini de la Comissió Nacional de Planificació.
1994-1998: Subdirector general del Departament de Planificació i Política Industrial a llarg termini de la Comissió Nacional de Planificació.
1998-2001: Subdirector executiu del Centre d'Informació de l'Estat i President de la Xarxa d'Informació Econòmica de la Xina.
2003-2011: Subdirector de l'Oficina General del Grup Central d'Afers Econòmics i Financers. Director del Comitè Assessor d'Informatització Estatal.
2012-2017: Des del 18è Congrés Nacional del Partit Comunista de la Xina, membre del Comitè Central.
2013: Sotsdirector de la Comissió Nacional per al Desenvolupament i la Reforma, encarregada de la política industrial del país.
2014-2017: Director del Consell d'Afers Econòmics i Financers.Vice Ministre i Sotssecretari del Grup de diputats de la Comissió Nacional de Desenvolupament i Reforma.